# Herbert Dominik
Herbert Karl Hans Joachim Dominik (* 7. August 1902 in Bochum; † nach 1943) war ein deutscher Ingenieur und Reichskultursenator.

## Leben und Wirken
Dominik erlangte einen Studienabschluss als Diplom-Ingenieur. Zum 1. Mai 1933 trat er der NSDAP bei (Mitgliedsnummer 3.065.390). Am 15. November 1935 wurde er von Joseph Goebbels zum Mitglied des Reichskultursenats ernannt. Während er bis 1936 noch in München nachweisbar ist, arbeitete er spätestens ab 1937 in Berlin. Dort war er Chefingenieur und der Leiter des Generalreferats Technik im Reichsministerium für Volksaufklärung und Propaganda. Als technischer Leiter überwachte er beispielsweise 1942 die Abwicklung der Weihnachtsringsendung. 